# Cantó de Soultz-Haut-Rhin
El cantó de Soultz-Haut-Rhin (alsacià kanton Sulz) és una divisió administrativa francesa situat al departament de l'Alt Rin i a la regió del Gran Est.

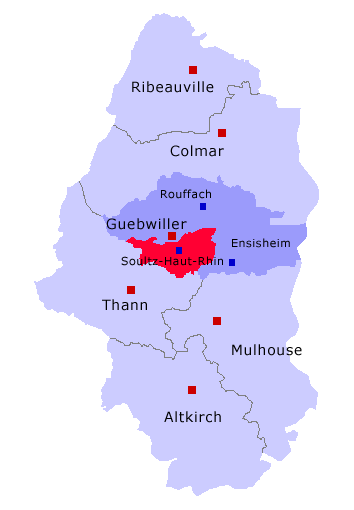
representació del cantó de Soultz-Haut-Rhin al districte de Guebwiller i al departament de l'Alt Rin

## Composició
El cantó aplega 11 comunes :
| Nom alsacià     | Nom francès      | Nom alemany     |
| Barrwiller      | Berrwiller       | Berrweiler      |
| Bollwiller      | Bollwiller       | Bollweiler      |
| Faldkírech      | Feldkirch        | Feldkirch       |
| Hàrtmànnswiller | Hartmannswiller  | Hartmannsweiler |
| Ìsene           | Issenheim        | Issenheim       |
| Jungholz        | Jungholtz        | Jungholz        |
| Marxe           | Merxheim         | Merxheim        |
| Radersche       | Raedersheim      | Rädersheim      |
| Sulz            | Soultz-Haut-Rhin | Sulz            |
| Ungersche       | Ungersheim       | Ungersheim      |
| Wüene           | Wuenheim         | Wünheim         |

## Conseller general de l'Alt Rin
- 2001-2014: Étienne Bannwarth